# Бобров, Юрий Григорьевич
Юрий Григорьевич Бобров (род. 30 марта 1947 года, Ленинград, РСФСР, СССР) — советский и российский искусствовед, художник-реставратор, академик Российской академии художеств (2012).

## Биография
Родился 30 марта 1947 года в Ленинграде. Живёт и работает в Санкт-Петербурге.
В 1965 году — окончил полиграфический техникум в Ленинграде.
С 1965 по 1968 годы — редактор издательства «Художник РСФСР».
В 1968 году — работал художником-оформителем в Государственном Эрмитаже.
С 1968 по 1972 годы — реставратор в Государственном Русском музее.
В 1971 году — организовал учебную реставрационную мастерскую, которая стала научно-методическим центром по проблемам реставрации.
В 1972 году — окончил факультет теории и истории искусства Государственного академического института живописи, скульптуры и архитектуры имени И. Е. Репина, руководитель В. Д. Лихачёва.
В 1983 году — присвоена квалификация художника-реставратора высшей квалификации по станковой темперной живописи.
В 1999 году — защитил докторскую диссертацию, тема: «Теория реставрации памятников искусства: Закономерности и противоречия», присвоено учёное звание профессора.
В 2012 году — избран академиком Российской академии художеств от Отделения искусствознания и художественной критики.
С 1974 года — преподаёт в Санкт-Петербургской академии художеств имени Ильи Репина, проректор по научной работе (с 2002 года).

## Научная и реставрационная деятельность
Монографии, научные труды:
- «Реставрация станковой темперной живописи» (Л., 1987 г.)
- История реставрации древнерусской живописи (Л.,1988 г.)
- Основы иконографии древнерусской живописи. Учебное пособие (2 ч., Л., 1991 г.)
- Бобров Ю. Г. Основы иконографии древнерусской живописи. — СПб.: Аксиома, Мифрил, 1996. — 256 с. — (Малая история культуры). — ISBN 5-86457-024-9. — ISBN 978-5864570241.
- Бобров Ю. Г. Теория реставрации памятников изобразительного искусства. Противоречия и закономерности.. — М.: Эдсмит, 2004. — 344 с. — ISBN 5-89294-002-0.
- Icons. National museum (соавтор Ulf Abel, Stockholm, 2004 г.)
- Основы иконографии памятников христианского искусства (СПб., 2010 г.)
- Основы иконографии христианского искусства (2012 г.)

Читал лекции по истории и искусству реставрации в Исландии, Финляндии, Польше, США и Швеции.
Реставрировал иконостас Троицкого собора г. Пскова, работал в Старой Ладоге.
Отреставрированные произведения находятся в Государственном Эрмитаже, Музее истории религии (Санкт-Петербург), Государственном Русском музее, Художественном музее г. Пскова.

## Награды
- Орден Дружбы (2007)[3]
- ордена РПЦ
- Золотая медаль Российской академии художеств